# 安德烈亞斯·史克豪弗
安德烈亞斯·史克豪弗（1970年7月24日—）是一名奧地利射擊運動員，曾代表國家參加2012年倫敦奧運的不定向飛靶比賽，並未獲得獎牌。